# Glycane
Un glycane est un polymère composé de monosaccharides reliés entre eux par une liaison glycosidique.
Chez les bactéries et toutes les espèces vivantes, sous forme d'oligo ou de polysaccharides attachés à des glycolipides et glycoprotéines, ils jouent un rôle essentiel dans les membranes cellulaires et la communication intercellulaire. Ils sont une partie importante du glycome. Ils jouent un rôle important dans la cellule pour le bon repliement des protéines dans le réticulum endoplasmique, via les protéines chaperons.

Chez l'animal, ils jouent un rôle majeur tant au niveau cellulaire, qu'au niveau de l'organisme, comme pour la  chitine des crustacés par exemple. On les trouve souvent sous forme de chaine d'oligosaccharides liés aux protéines (glycoprotéines), de peptido-glycanes et de protéoglycanes.

Les végétaux produisent des glycanes complexes et particulièrement résistants, dont la cellulose.

## Glycanes et protéines
La composition des glycanes d'une protéine a été démontrée comme affectant plusieurs paramètres pharmaceutiques de cette protéine, dont la demi-vie et la toxicité.
Ils peuvent être fixés à des protéines dans les glycoprotéines et les protéoglycanes.
Ils se trouvent essentiellement sur la surface extérieure des cellules.
Dans les protéines, les glycanes forment deux catégories :
- Les O-glycanes, caractérisés par leur liaison l'atome d'oxygène des thréonines ;
- Les N-glycanes caractérisés par leur liaison à l'asparagine[2].

Les O- et N-glycanes sont très communs chez les eucaryotes, mais aussi, bien que plus rarement, chez les procaryotes.

## Glycanes et pathologies
Les glycanes varient fortement selon les cellules, les organes et les espèces, et ils sont exploités comme cibles par de nombreux pathogènes, dont des virus, pour reconnaître et s'attacher à leur hôte. : l'acide sialique est ainsi la cible à laquelle s'accroche, sur la surface des cellules, le virus de la grippe, avant de les pénétrer et infecter.
Dans certaines maladies autoimmunes ou auto-inflammatoires, l'organisme peut "attaquer" certains de ses propres glycanes.
Par exemple si l'organisme produit des N-glycanes malformés (via les cellules anormales, dépourvues de l'alpha-mannosidase II (alphaM-II), alors le système immunitaire inné est activé contre ces N-glycanes anormaux, peut-être parce qu'ils sont semblables à ceux qui sont communément exprimés par des eucaryotes et procaryotes primitifs, et considérés par l'organisme comme signal d'initiation de l'activation des cellules immunitaires innées, ce qui dans ce cas induit une auto-immunité pathologique.
L'individu aura des taux plus élevés d' anticorps anti-glycanes. L'importance de ce taux peut être un indice de la progression de la maladie. On cherche donc à mieux identifier les anticorps visant les glycanes, comme biomarqueurs, pour le diagnostic précoce et un meilleur pronostic de ces maladies auto-immunes.

Certains parasites (Helminthes) régulent le système immunitaire de leur hôte, apparemment par des moyens impliquant les glycanes, ce qui est une piste nouvelle de soins pour ces maladies coûteuses et difficiles.

## Médicaments
L'héparine est une glycosaminoglycane utilisée en médecine comme anticoagulant.

## Alimentation
L'additif alimentaire E408, dit « Glycane de levure de boulanger », est un épaississant.